# Karin Seick
Karin Seick (Wisen, 11 novembre 1961) è un'ex nuotatrice tedesca occidentale.

## Carriera
Fortemente specializzata nella farfalla, annovera nel proprio palmarès una medaglia d'argento e due di bronzo ai Giochi Olimpici, tutte nell'edizione di Los Angeles 1984.

## Palmarès
- Giochi olimpici estivi

Los Angeles 1984: argento nella 4x100m misti, bronzo nei 100m farfalla e nella 4x100m stile libero.